# Alexei Sayle
Alexei David Sayle (Anfield (Liverpool), 7 augustus 1952) is een Engelse acteur, komiek en (scenario)schrijver van Joodse komaf.
Zijn ouders uit de arbeidersklasse waren lid van de communistische partij van Groot-Brittannië. Dit verklaart zijn Russische voornaam. Hij speelde een centrale rol in het alternatieve komediecircuit in de vroege jaren 80, waar hij zich graag presenteerde als de eerste marxistisch-leninistische stand-upcomedian en tegelijk gebruikmaakte van zijn fysieke gelijkenis met de fascistische dictator Benito Mussolini. Hij heeft verschillende romans en televisieseries geschreven, waaronder zijn autobiografie Thatcher Stole My Trousers, en speelde een rol in veel televisieseries, zoals The Young Ones, en in films als Indiana Jones and the Last Crusade.
In 1982 bracht hij een single uit, getiteld 'Ullo John! Gotta New Motor?, die in de hitparade terechtkwam. In 1998 trad hij als zichzelf op in de komische reeks Alexei Sayle's Merry-Go-Round. Voor BBC Radio 4 maakte hij in 2016 het absurde programma Alexei Sayle's Imaginary Sandwich Bar.